# التنکریمپ
التنکریمپ (به آلمانی: Altenkrempe) یک شهر در آلمان است که در شلسویگ-هولشتاین واقع شده‌است.

## خصوصیات
التنکریمپ ۳۶٫۶۴ کیلومترمربع مساحت دارد ۳ متر بالاتر از سطح دریا واقع شده‌است.